# Najac (tổng)
Tổng Najac là một tổng thuộc tỉnh l'Aveyron trong vùng Occitanie.
Tổng này được tổ chức xung quanh Najac ở quận Villefranche-de-Rouergue. Độ cao khu vực này dao động từ 150 m (Saint-André-de-Najac) à 562 m (Lunac) với độ cao trung bình 350 m.

## Các đơn vị trực thuộc
Tổng Najac gồm 7 xã với dân số 3 787 người (điều tra dân số năm 1999, dân số không tính trùng)
| Xã                   | Dân số | Mã bưu chính | Mã insee |
| -------------------- | ------ | ------------ | -------- |
| Bor-et-Bar           | 203    | 12270        | 12029    |
| La Fouillade         | 1 034  | 12270        | 12105    |
| Lunac                | 462    | 12270        | 12135    |
| Monteils             | 465    | 12200        | 12150    |
| Najac                | 744    | 12270        | 12167    |
| Saint-André-de-Najac | 373    | 12270        | 12210    |
| Sanvensa             | 506    | 12200        | 12259    |

## Biến động dân số
| 1962                                                     | 1968  | 1975  | 1982  | 1990  | 1999  |
| -------------------------------------------------------- | ----- | ----- | ----- | ----- | ----- |
| 4 326                                                    | 4 682 | 4 462 | 4 233 | 3 948 | 3 787 |
| Nombre retenu à partir de 1962 : dân số không tính trùng |       |       |       |       |       |